# أستون جونكسيون (كيبك)
أستون جونكسيون (بالإنجليزية: Aston-Jonction, Quebec)‏ هي بلدية محلية في كيبيك تقع في كندا في Nicolet-Yamaska Regional County Municipality. يقدر عدد سكانها بـ 410 نسمة ومساحتها 25.90 كم2 .